# Kaatiainen
Kaatiainen är en sjö i kommunen Vieremä i landskapet Norra Savolax i Finland. Sjön ligger 155,2 meter över havet. Den är 4,41 meter djup. Arean är 71 hektar och strandlinjen är 4,61 kilometer lång. Sjön  ingår i Vuoksens huvudavrinningsområde.   Den ligger omkring 120 kilometer norr om Kuopio och omkring 430 kilometer norr om Helsingfors. 